# Caroline Graham
Caroline Graham (Nuneaton, Warwickshire, 17 juli 1931) is een Engels toneelschrijver, scenarioschrijver en auteur. Ze studeerde aan de Open University en aan de Universiteit van Birmingham. Ze publiceerde haar eerste boek in 1982 onder de titel Fire Dance.
Graham is het meest bekend geworden vanwege haar misdaadserie Chief Inspector Barnaby, ook bekend van de televisieserie Midsomer Murders. Het eerste boek in de serie, The Killings at Badger's Drift, werd in 1988 gepubliceerd en wordt genoemd als een van de Top 100 Crime Novels of All Time. Sindsdien heeft ze nog zes andere boeken in de serie geschreven, het laatste in 2004. De eerste vijf Inspector Barnaby-boeken zijn tevens de eerste vijf afleveringen van Midsomer Murders.

### Chief Inspector Barnaby
- 1987 - The Killings at Badger's Drift
- 1989 - Death of a Hollow Man
- 1992 - Death in Disguise
- 1994 - Written in Blood
- 1996 - Faithful unto Death
- 1999 - A Place of Safety
- 2004 - A Ghost in the Machine